# 武茂時綱
武茂 時綱(むも ときつな、生没年不詳)は鎌倉時代後期の武将である。宇都宮氏の一族。

## 略歴
宇都宮泰宗の長男として生まれる。常陸国武茂庄を嗣いでおり、左衛門尉を称した。三河守に任じられる。宇都宮時景とも称す。法名は蓮意。弟に貞泰がいた。時綱の子に宇都宮泰藤がいる。その後、武茂家は泰藤が南朝方に尽力して正平7年(1352年)に病死した後、氏泰か継いでいる。